# Philippe Joye
Pour les articles homonymes, voir Joye.
Philippe Joye, né le 4 juillet 1941 à Fribourg et décédé le 26 mars 2024, est un architecte et une personnalité politique genevoise.

## Biographie
Il est membre du Parti démocrate-chrétien et conseiller d'État genevois entre 1993 et 1997, responsable du département des travaux publics. En 2013, il adhère au Mouvement citoyens genevois. La même année, il est élu député au Grand Conseil du canton de Genève.
Il n'est plus député depuis décembre 2014.
En avril 2015, il est élu au conseil municipal de la ville de Vernier, mais il renonce finalement à y siéger.

### Enfance
Philippe Joye et son frère jumeau sont nés dans la nuit du 4 juillet 1941 à l'hôpital à Fribourg. Dans la nuit, son frère est échangé avec un autre bébé, et pendant 6 ans, il vivra avec Paul, qu'il pense être son frère, alors que son jumeau vit dans une famille germanophone qui l'a nommé Ernstli. En 1947, les deux jumeaux se retrouvent côte à côte, et la ressemblance frappante ne laisse aucun doute sur l'échange. À la suite de difficultés administratives, puis d'un test de compatibilité d'une greffe de peau, la justice décide que les deux enfants échangés doivent réintégrer leur foyer. Les parents Joye laisseront à leur fils le choix de son prénom, et il choisira celui de son oncle, Charles. Bien que similaires, ces évènements n'ont pas inspiré le scénario du film La Vie est un long fleuve tranquille d'Etienne Chatiliez.